# Putri Marino
Ni Luh Dharma Putri Marino, ou Putri Marino née le 4 août 1993 à Denpasar, est une actrice indonésienne.

## Biographie
Putri Marino est née en août 1993 et est d'origine italo-balinaise. Elle est la deuxième actrice à remporter le Citra Award de la meilleure actrice (en) dès son premier rôle, dans le film Possessif (2017) — après Christine Hakim en 1974 avec Premier amour (1973),.
Putri Marino est mariée à l'acteur et producteur indonésien Chicco Jerikho (en). Elle est la sœur aînée du mannequin et actrice Sitha Marino.

## Filmographie partielle

### Au cinéma
- 2024 : La Frontière des ombres (Kabut Berduri) d'Edwin : Sanja

### À la télévision
- 2023 : Cigarette Girl (en) d'Ifa Isfansyah et Kamila Andini : Arum